# Paweł Abbott
Paweł Tadeusz Howard Abbott (ur. 5 maja 1982 w Yorku w Wielkiej Brytanii) – polski piłkarz, grający na pozycji napastnika, brat polskiego piłkarza Billy’ego Abbotta. Posiada także obywatelstwo brytyjskie.

## Sukcesy

### Arka Gdynia
- Puchar Polski (1) : 2016/17
- Mistrzostwo I ligi (1) : 2015/16

### Zawisza Bydgoszcz
- Puchar Polski (1) : 2013/14
- Mistrzostwo I ligi (1) : 2012/13

## Kariera piłkarska
Swoją karierę piłkarską rozpoczynał w angielskim klubie Beagle Boys (York) i polskich: Kujawiaku Włocławek, Włocłavii Włocławek i Łokietku Brześć Kujawski. W sezonie 1999/2000 został piłkarzem ŁKS-u Łódź, w którego barwach zadebiutował w polskiej ekstraklasie. Łącznie do jesieni 2001 rozegrał dla ŁKS-u 8 meczów i nie zdobył ani jednej bramki. Od wiosny 2001 roku do jesieni 2003 roku był z przerwami (jesienią i wiosną sezonu 2002/2003 był na wypożyczeniu w angielskim Bury FC, w którego barwach rozegrał 17 spotkań i zdobył 6 bramek) piłkarzem angielskiego Preston North End, w którego barwach rozegrał łącznie 25 spotkań i zdobył 5 bramek. Od wiosny sezonu 2003/2004 do jesieni sezonu 2006/2007 reprezentował Huddersfield Town F.C., w którym był prawdziwą gwiazdą i dla którego łącznie w 113 meczach zdobył 48 bramek. Wiosną 2007 roku występował w angielskim trzecioligowym klubie Swansea City, w którego barwach w 18 spotkaniach zdobył zaledwie 1 bramkę. W latach 2007–2009 reprezentował barwy angielskiego czwartoligowego klubu Darlington FC. Latem 2009 zmienił klub na Oldham Athletic. W ligowym debiucie zdobył dwie bramki. 30 lipca 2010 roku został zawodnikiem Charltonu Athletic.

## Ruch Chorzów
28 lutego 2011 roku podpisał półtoraroczny kontrakt z Ruchem Chorzów. W sezonie 2011/2012 z „niebieskimi” zdobył wicemistrzostwo Polski i grał w finale Pucharu Polski. Po sezonie klub nie przedłużył z nim kontraktu i od 1 lipca 2012 stał się wolnym zawodnikiem.

## Zawisza Bydgoszcz
25 lipca 2012 Abbott został zawodnikiem Zawiszy Bydgoszcz. W październiku został odsunięty z pierwszego zespołu ze względu na słabą formę i kiepskie wyniki drużyny, jednak już w styczniu 2013 powrócił do pierwszego zespołu. W sezonie 2012/2013 został wiceliderem strzelców w 1 lidze z wynikiem 15 bramek, a Zawisza awansował do Ekstraklasy. 7 lipca 2014 roku Abbott rozwiązał przedterminowo umowę z Zawiszą Bydgoszcz.

## Arka Gdynia
8 lipca 2014 roku Abbott związał się roczną umową z opcją przedłużenia z pierwszoligową Arką Gdynia.

## Statystyki

### Klubowe
Aktualne na 26 października 2016:
| Klub                   | Sezon              | Liga                           | Liga  | Liga   | Puchar kraju | Puchar kraju | Puchar Ligi | Puchar Ligi | Inne  | Inne   | Suma  | Suma   |
| Klub                   | Sezon              | Liga                           | Mecze | Bramki | Mecze        | Bramki       | Mecze       | Bramki      | Mecze | Bramki | Mecze | Bramki |
| ---------------------- | ------------------ | ------------------------------ | ----- | ------ | ------------ | ------------ | ----------- | ----------- | ----- | ------ | ----- | ------ |
| ŁKS Łódź               | 1999/2000          | Ekstraklasa                    | 8     | 0      | 1            | 1            | 2           | 0           | –     | –      | 11    | 1      |
| ŁKS Łódź               | 2000/2001 j        | II liga                        | 12    | 3      | 1            | 0            | –           | –           | –     | –      | 13    | 3      |
| ŁKS Łódź               | Ogólnie            | Ogólnie                        | 20    | 3      | 2            | 1            | 2           | 0           | 0     | 0      | 24    | 4      |
| Preston North End F.C. | 2000/2001 w        | Football League First Division | 0     | 0      | 0            | 0            | –           | –           | –     | –      | 0     | 0      |
| Preston North End F.C. | 2001/2002          | Football League First Division | 0     | 0      | 0            | 0            | –           | –           | –     | –      | 0     | 0      |
| Preston North End F.C. | 2002/2003          | Football League First Division | 16    | 3      | 1            | 0            | –           | –           | –     | –      | 17    | 3      |
| Preston North End F.C. | 2003/2004 j        | Football League First Division | 9     | 2      | 3            | 0            | 1           | 0           | –     | –      | 13    | 2      |
| Preston North End F.C. | Ogólnie            | Ogólnie                        | 25    | 5      | 4            | 0            | 1           | 0           | 0     | 0      | 30    | 5      |
| Bury F.C.              | 2002/2003          | Football League Third Division | 17    | 6      | 0            | 0            | 2           | 0           | 1     | 0      | 20    | 6      |
| Bury F.C.              | Ogólnie            | Ogólnie                        | 17    | 6      | 0            | 0            | 2           | 0           | 1     | 0      | 20    | 6      |
| Huddersfield Town F.C. | 2003/2004 w        | Football League Third Division | 15    | 5      | 0            | 0            | –           | –           | –     | –      | 15    | 5      |
| Huddersfield Town F.C. | 2004/2005          | League One                     | 44    | 26     | 1            | 1            | 1           | 0           | 1     | 0      | 47    | 27     |
| Huddersfield Town F.C. | 2005/2006          | League One                     | 38    | 12     | 3            | 0            | 2           | 2           | 1     | 0      | 44    | 14     |
| Huddersfield Town F.C. | 2006/2007          | League One                     | 18    | 5      | 0            | 0            | 1           | 0           | 1     | 0      | 20    | 5      |
| Huddersfield Town F.C. | Ogólnie            | Ogólnie                        | 115   | 48     | 4            | 1            | 4           | 2           | 3     | 0      | 126   | 51     |
| Swansea City A.F.C.    | 2006/2007 w        | League One                     | 18    | 1      | 1            | 0            | –           | –           | –     | –      | 19    | 1      |
| Swansea City A.F.C.    | Ogólnie            | Ogólnie                        | 18    | 1      | 1            | 0            | 0           | 0           | 0     | 0      | 19    | 1      |
| Darlington F.C.        | 2007/2008          | League Two                     | 24    | 9      | 2            | 0            | 1           | 0           | –     | –      | 27    | 9      |
| Darlington F.C.        | 2008/2009          | League Two                     | 18    | 8      | 0            | 0            | –           | –           | –     | –      | 18    | 8      |
| Darlington F.C.        | Ogólnie            | Ogólnie                        | 42    | 17     | 2            | 0            | 1           | 0           | 0     | 0      | 45    | 17     |
| Oldham Athletic A.F.C. | 2009/2010          | League One                     | 39    | 13     | 0            | 0            | 1           | 0           | 1     | 0      | 41    | 13     |
| Oldham Athletic A.F.C. | Ogólnie            | Ogólnie                        | 39    | 13     | 0            | 0            | 1           | 0           | 1     | 0      | 41    | 13     |
| Charlton Athletic F.C. | 2010/2011          | League One                     | 17    | 1      | 3            | 0            | 1           | 2           | 4     | 1      | 25    | 4      |
| Charlton Athletic F.C. | Ogólnie            | Ogólnie                        | 17    | 1      | 3            | 0            | 1           | 2           | 4     | 1      | 25    | 4      |
| Ruch Chorzów           | 2010/2011 w        | Ekstraklasa                    | 7     | 0      | 1            | 0            | –           | –           | –     | –      | 8     | 0      |
| Ruch Chorzów           | 2011/2012          | Ekstraklasa                    | 29    | 6      | 7            | 3            | –           | –           | –     | –      | 36    | 9      |
| Ruch Chorzów           | Ogólnie            | Ogólnie                        | 36    | 6      | 8            | 3            | 0           | 0           | 0     | 0      | 44    | 9      |
| Zawisza Bydgoszcz      | 2012/2013          | I liga                         | 27    | 15     | 2            | 0            | –           | –           | –     | –      | 29    | 15     |
| Zawisza Bydgoszcz      | 2013/2014          | Ekstraklasa                    | 4     | 0      | 1            | 1            | –           | –           | –     | –      | 5     | 1      |
| Zawisza Bydgoszcz      | Ogólnie            | Ogólnie                        | 31    | 15     | 3            | 1            | 0           | 0           | 0     | 0      | 34    | 16     |
| Arka Gdynia            | 2014/2015          | I liga                         | 15    | 2      | 1            | 0            | –           | –           | –     | –      | 16    | 2      |
| Arka Gdynia            | 2015/2016          | I liga                         | 25    | 12     | 2            | 0            | –           | –           | –     | –      | 27    | 12     |
| Arka Gdynia            | 2016/2017          | Ekstraklasa                    | 5     | 0      | 2            | 2            | –           | –           | –     | –      | 7     | 2      |
| Arka Gdynia            | Ogólnie            | Ogólnie                        | 45    | 14     | 5            | 2            | 0           | 0           | 0     | 0      | 50    | 16     |
| Ogólnie w karierze     | Ogólnie w karierze | Ogólnie w karierze             | 405   | 129    | 32           | 8            | 12          | 4           | 9     | 1      | 458   | 142    |